# Піаш (Серпа)
Піаш (порт. Pias; МФА: [ˈpi.ɐʃ]) — парафія в Португалії, у муніципалітеті Серпа. Розташована в південній частині країни, на теренах історичної португальської провінції Алентежу. Входить до складу округу Бежа. За адміністративним поділом, чинним до 1976 року, терени парафії були складовою провінції Нижнє Алентежу. Належить до Безької діоцезії Католицької церкви. Патрон — свята Луція. Площа — 163,8616 км². Населення — 2852 ос. (2011). Слабо урбанізований регіон. Густота населення — 17,4 осіб/км²
. Код — 021303.

## Населення
| Кількість мешканців | Кількість мешканців | Кількість мешканців | Кількість мешканців | Кількість мешканців | Кількість мешканців | Кількість мешканців | Кількість мешканців | Кількість мешканців | Кількість мешканців | Кількість мешканців | Кількість мешканців | Кількість мешканців | Кількість мешканців | Кількість мешканців |
| ------------------- | ------------------- | ------------------- | ------------------- | ------------------- | ------------------- | ------------------- | ------------------- | ------------------- | ------------------- | ------------------- | ------------------- | ------------------- | ------------------- | ------------------- |
| 1864                | 1878                | 1890                | 1900                | 1911                | 1920                | 1930                | 1940                | 1950                | 1960                | 1970                | 1981                | 1991                | 2001                | 2011                |
| 2 372               | 2 727               | 3 039               | 3 475               | 4 004               | 4 273               | 5 182               | 6 262               | 6 095               | 6 408               | 4 795               | 4 074               | 3 328               | 3 036               | 2 852               |